# Francesco Vezzoli
Francesco Vezzoli (* 1971 in Brescia) ist ein italienischer Konzeptkünstler und Filmemacher („Multimedia-Popartkünstler“), der von Mailand aus arbeitet.

## Leben
1992 bis 1995 studierte er am Londoner Central Saint Martins College of Art and Design.
In seinen ersten Arbeiten 1994 bis 1996 fertigte er Werke von Mark Rothko und Josef Albers als Stickereien nach. Auch später griff er auf diese Technik zurück, so wurden aufgestickte Tränen auf Frauenbildern eines seiner Markenzeichen.
Im Jahr 2000 drehte er den Kurzfilm The Kiss (Let's play Dynasty), in dem Helmut Berger auftrat. 2005 drehte er für die Biennale di Venezia den von Quentin Tarantino produzierten Kurzfilm Trailer for a Remake of Gore Vidal's Caligula mit Darstellern wie Courtney Love, Helen Mirren, Milla Jovovich und Benicio del Toro.
Bei der nächsten Biennale 2007 wurde im Italienischen Pavilion sein Video Democrazy mit Sharon Stone und dem Philosophen Bernard-Henri Lévy gezeigt. Im selben Jahr war er für die Edition 46 der Süddeutschen Zeitung verantwortlich.
Seit dem Video zu Speechless 2009 arbeitet er immer wieder mit Lady Gaga zusammen. In diesem Jahr schuf er auch einen von Roman Polański mit Natalie Portman und Michelle Williams gedrehten Pseudo-Werbespot für das angebliche Parfum "Greed". Er schenkte den Spot dem MOCA.
2013 war er in der ZDF-Sendung Durch die Nacht mit …, in der zwei Künstler sich begegnen, mit Rufus Wainwright in Rom zu sehen, sie besuchen zunächst die Vezzoli-Retrospektive im Museum MAXXI, später die Galleria Borghese. Im selben Jahr scheiterte sein Projekt, eine Kirche in Italien ab- und in New York am MoMA PS1 wieder aufzubauen, weil sie nicht das Land verlassen durfte.

## Ausstellungen
- 2013: Museum of Crying Women, QMA Gallery, Katara, Doha, Qatar.[4]